# 図們口岸
図們口岸（ともん こうがん）は中華人民共和国吉林省延辺朝鮮族自治州図們市の中朝国境にある出入国検査場。図們国境大橋の中国側にある。

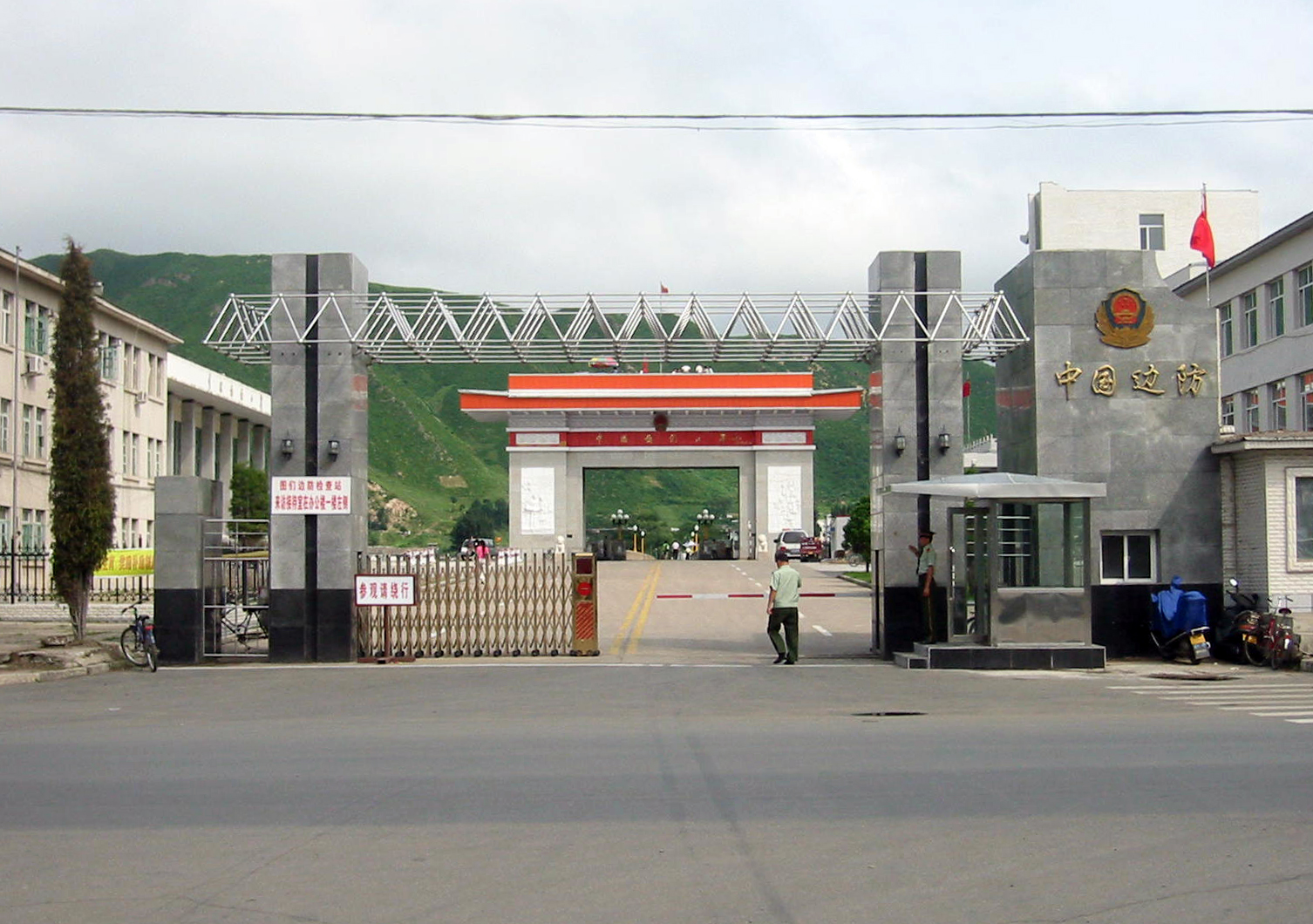
図們口岸（道路橋）

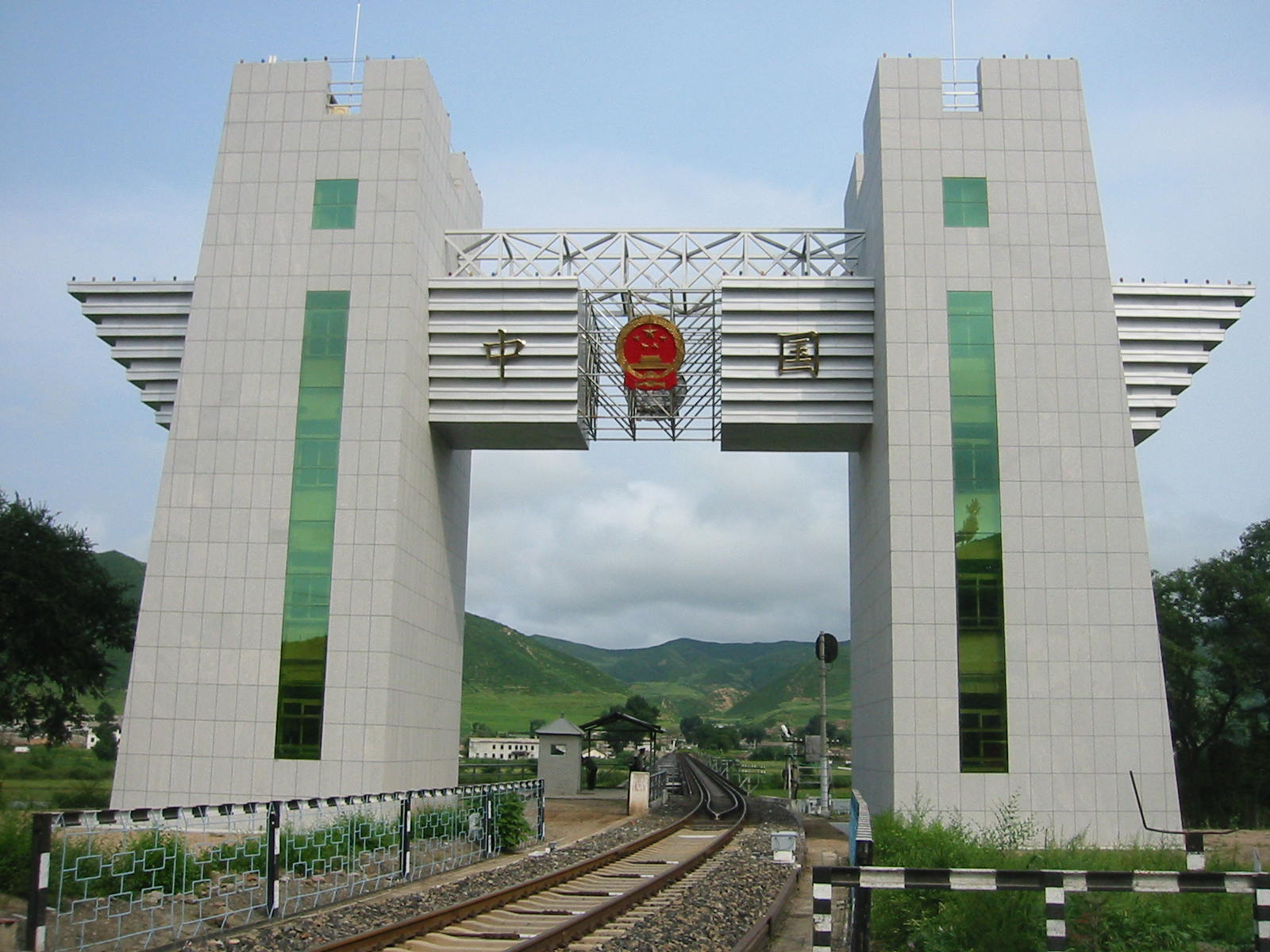
図們口岸（鉄道橋）

道路橋、鉄道橋により北朝鮮と連絡し、1950年代には税関、検疫、保税輸送等の各設備を有す。

## ギャラリー

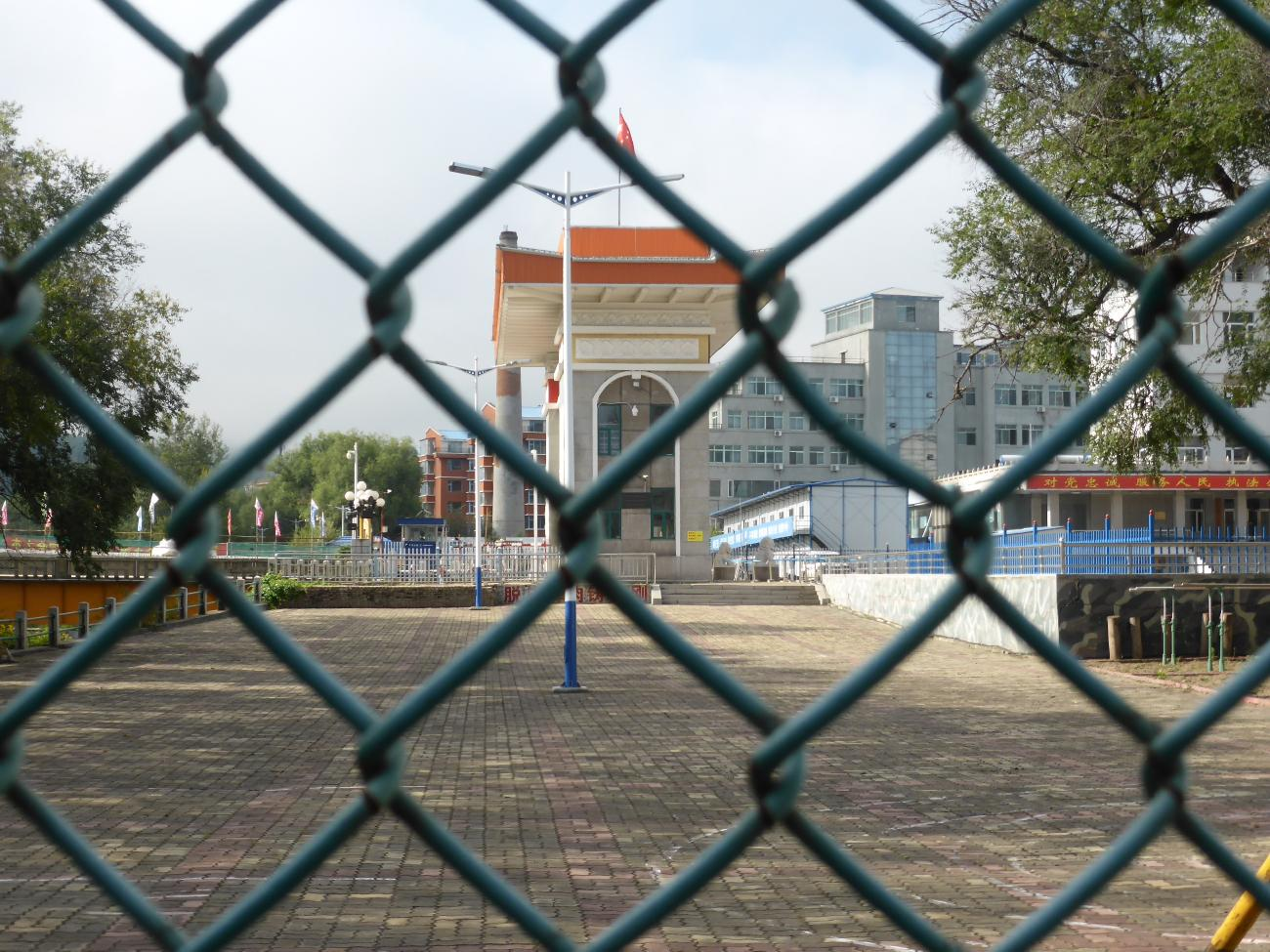
国門北側側面
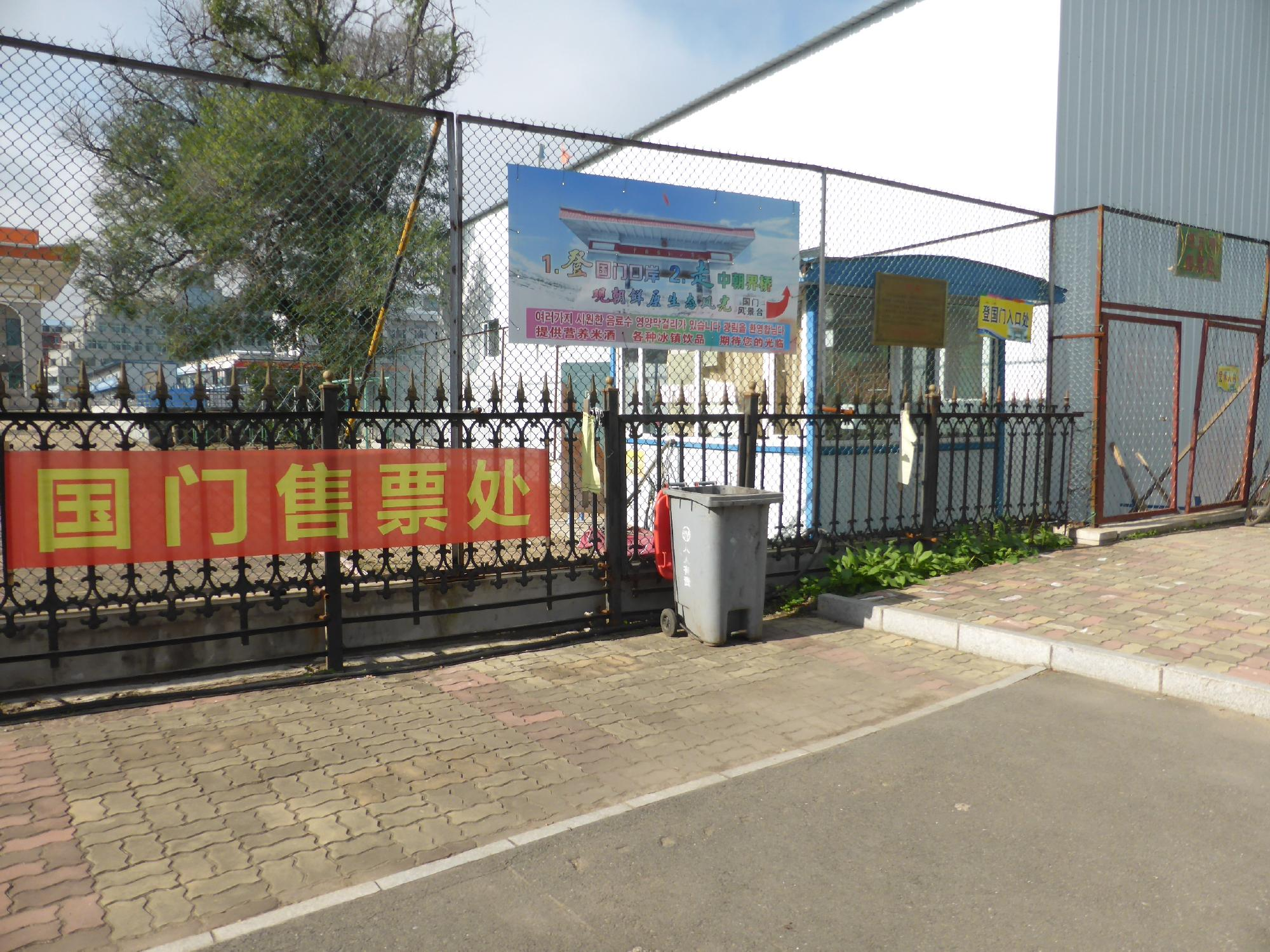
国門チケット売り場は国門の北側側面にある
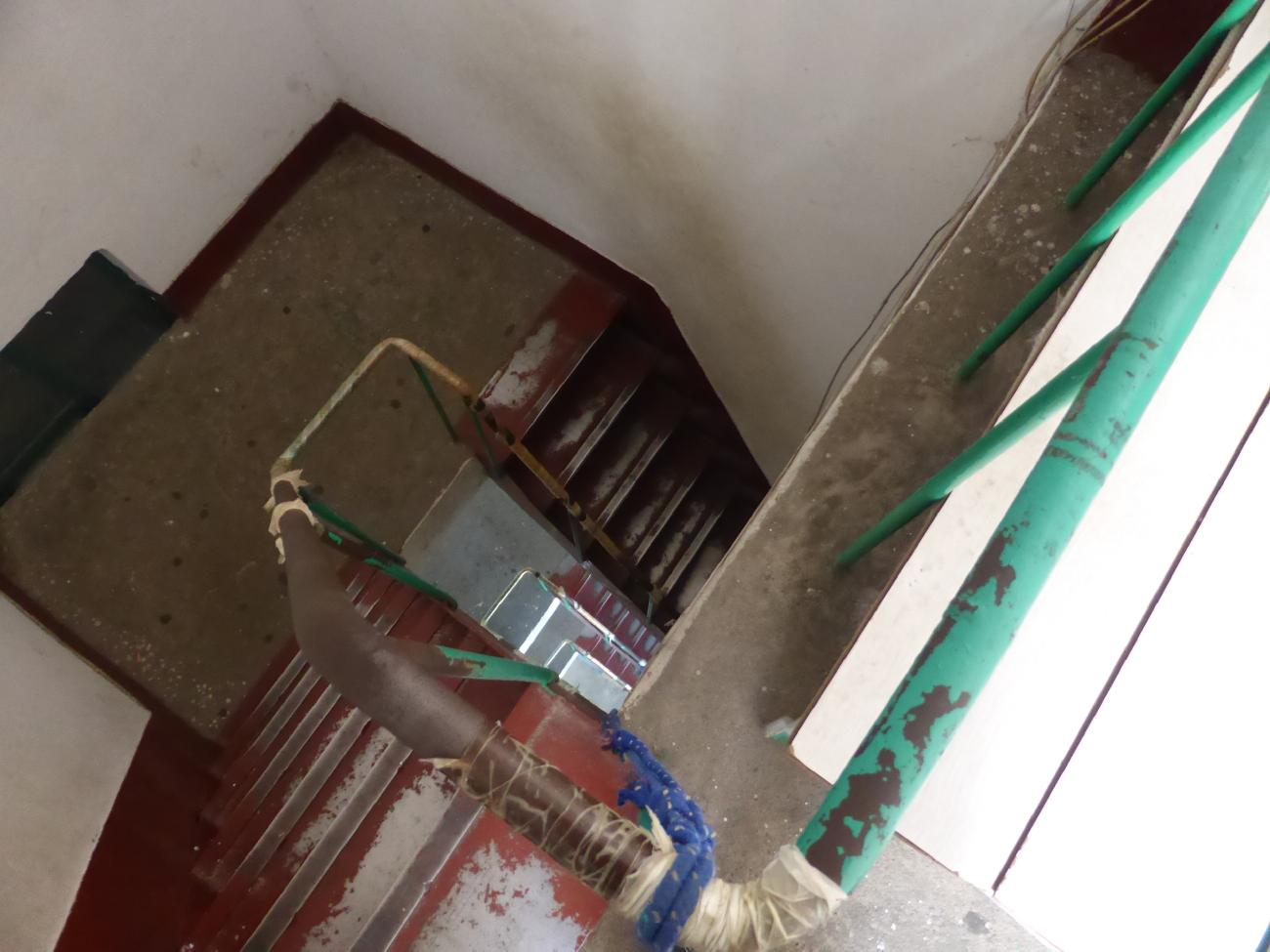
国門は5階建て
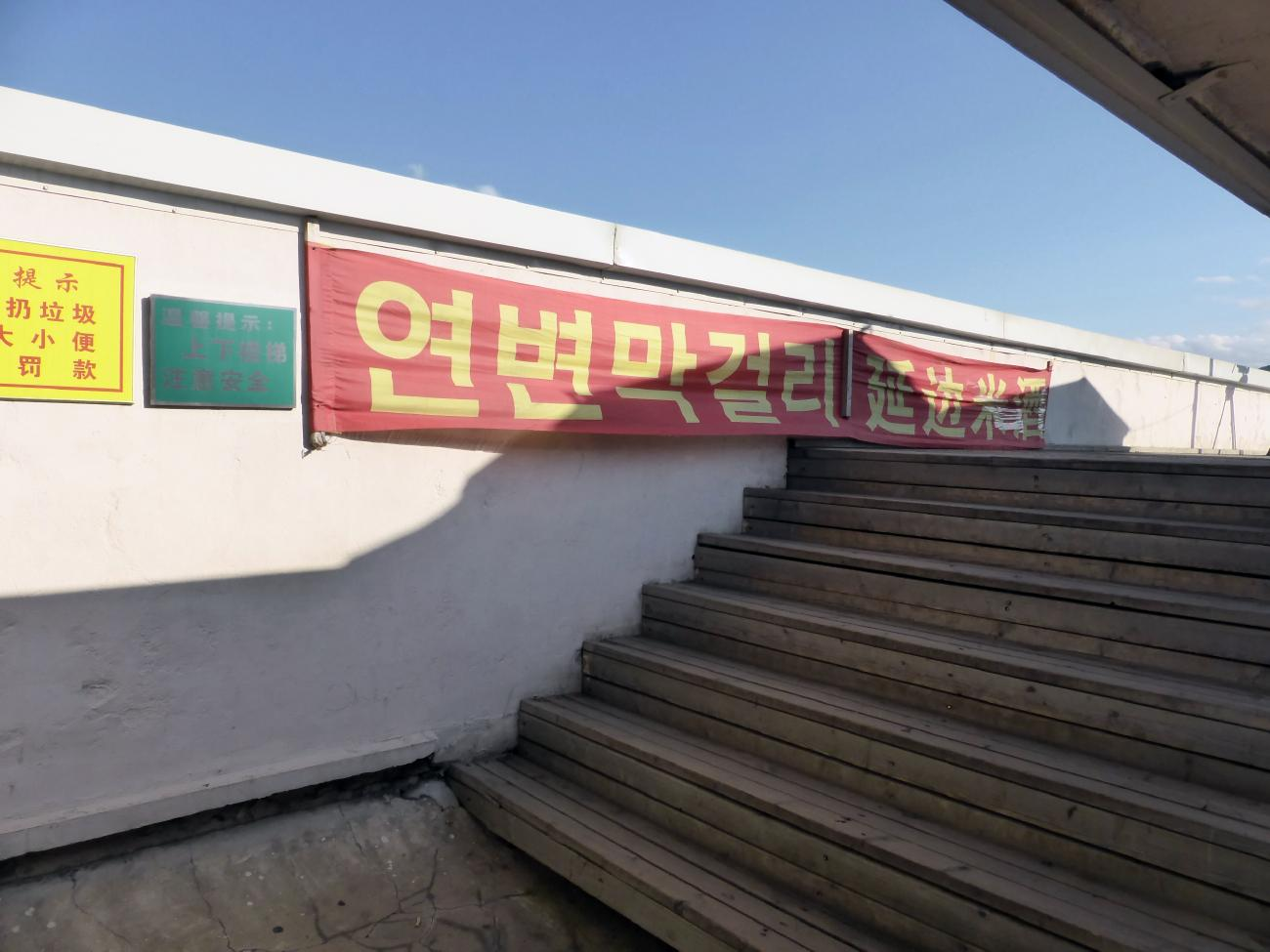
国門屋上。階段を上れば北朝鮮が見える
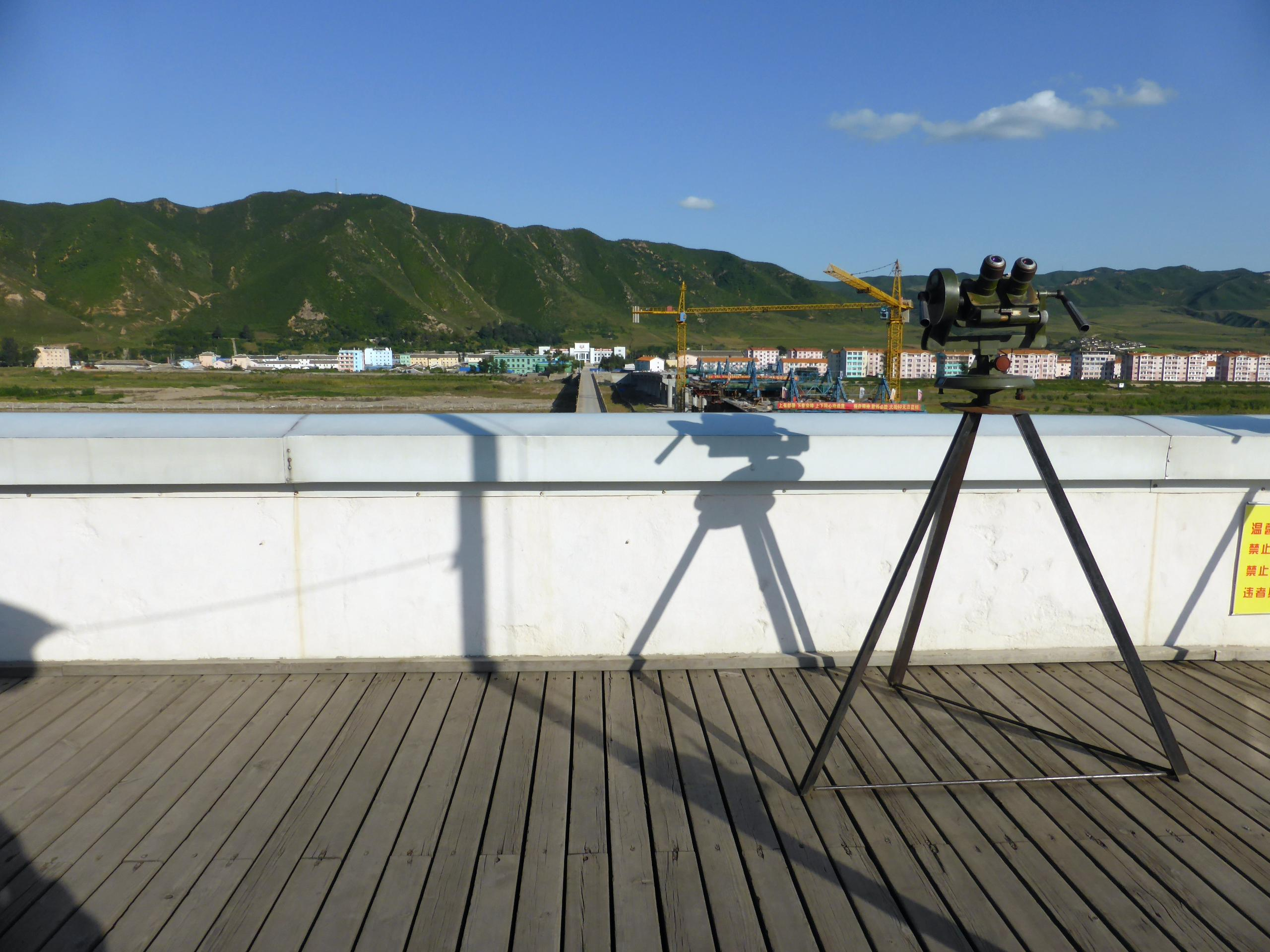
国門屋上から望む南陽駅舎。2018年現在新橋梁を建設中。
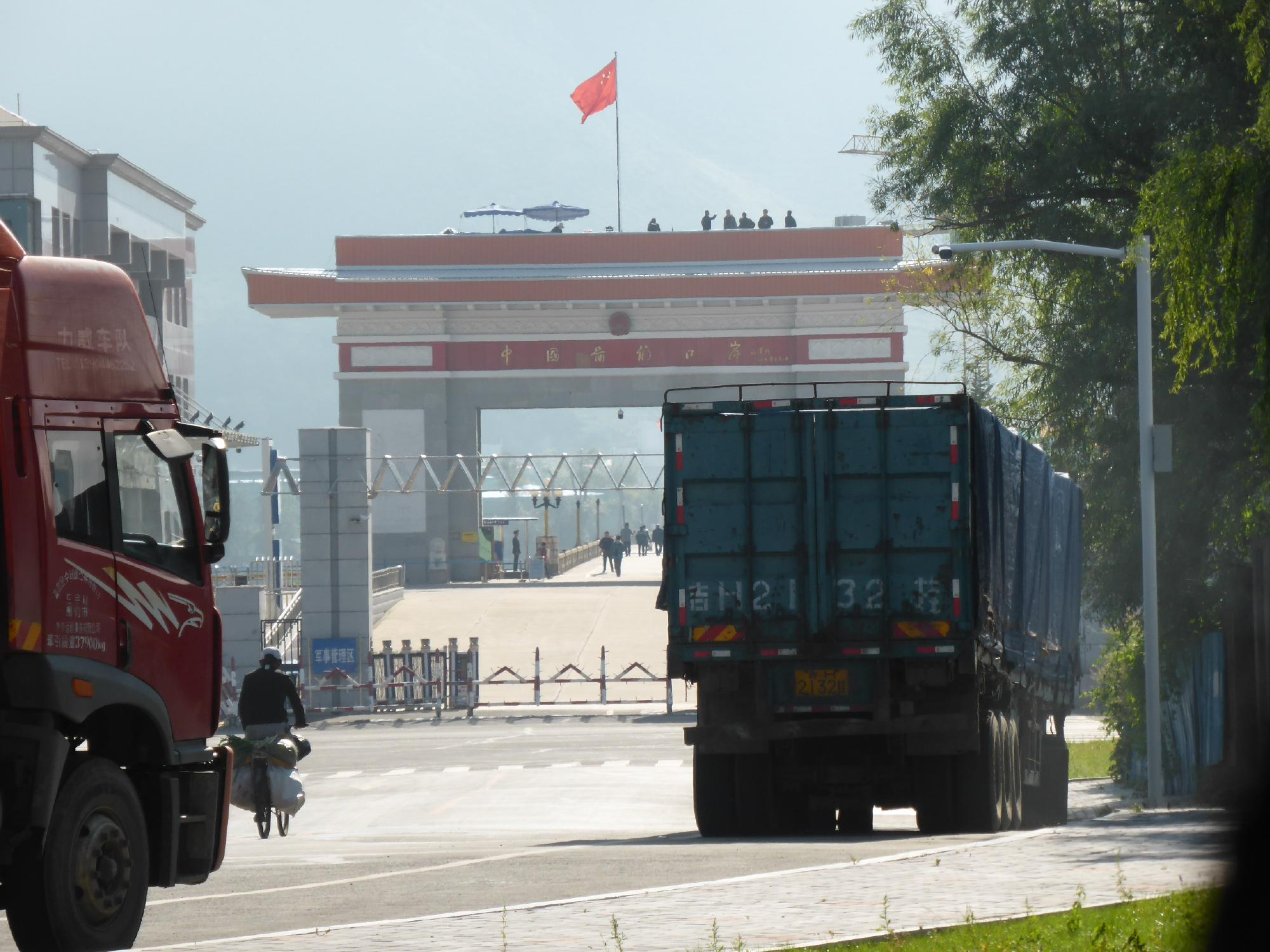
ゲートには警備兵がいるので注意
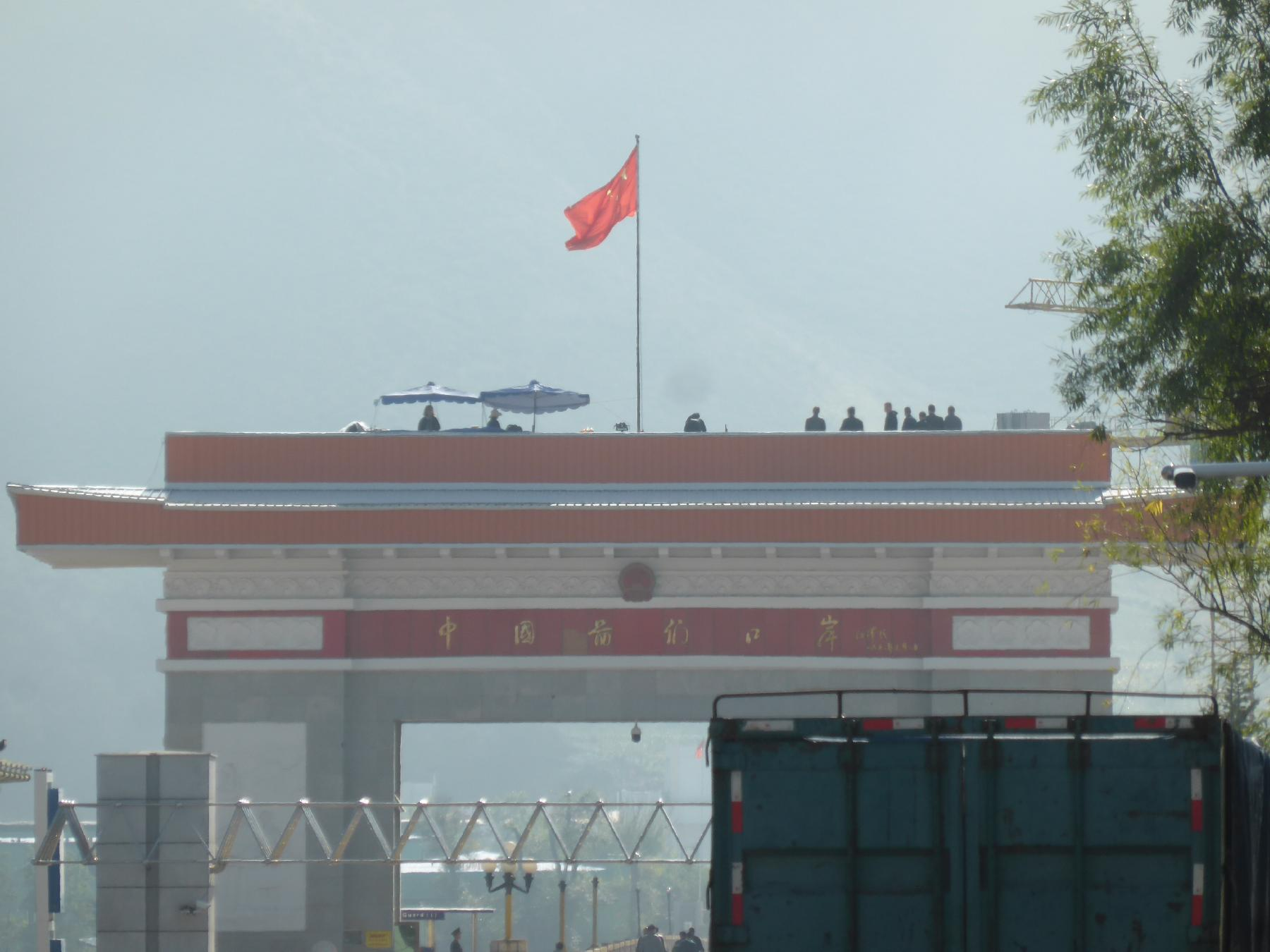
国門の上にはお土産屋もある
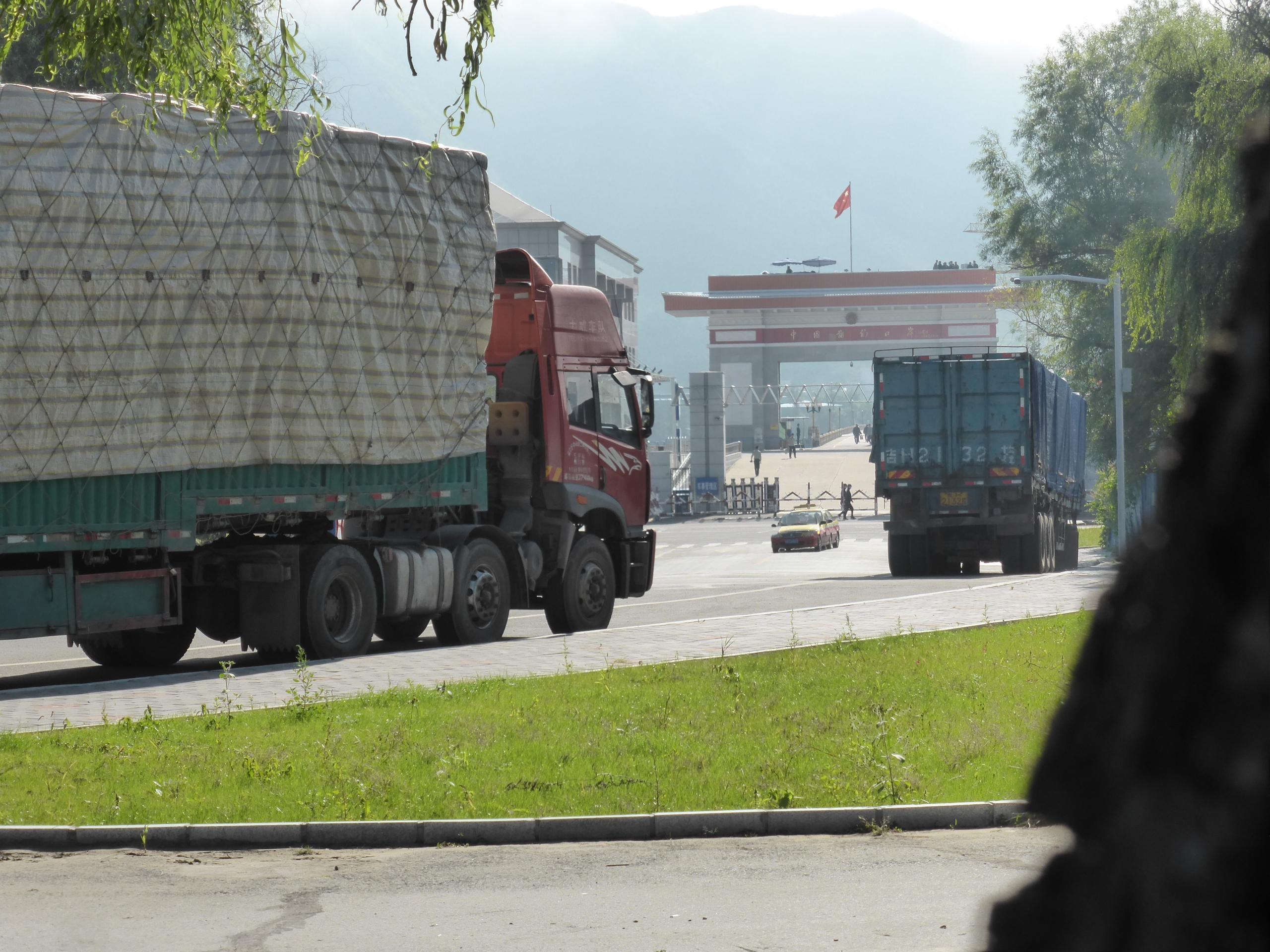
国門から北朝鮮へと入るトラック
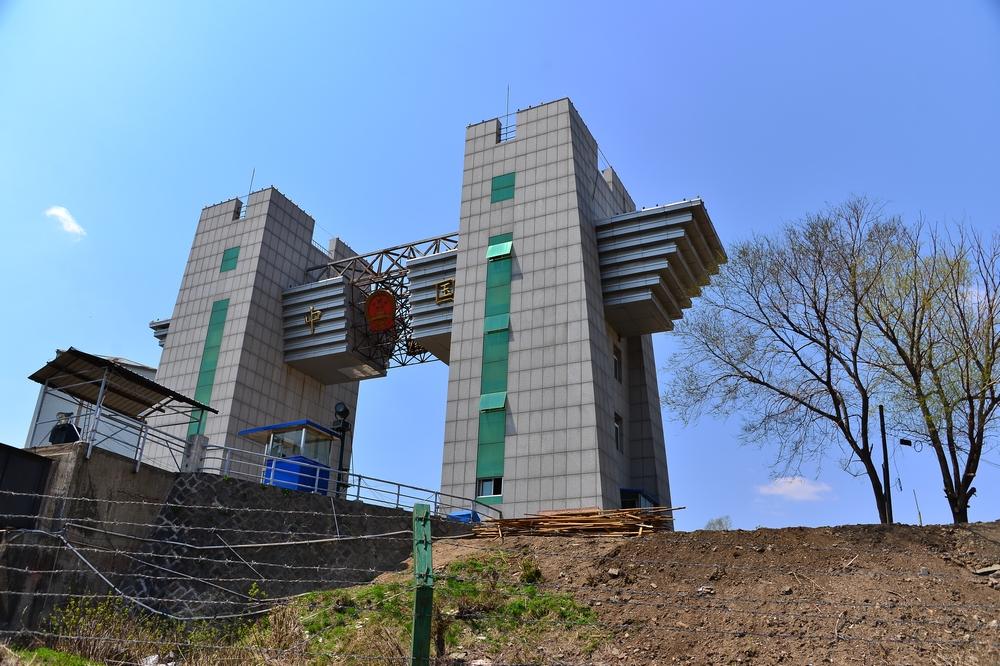
図們口岸（鉄道）
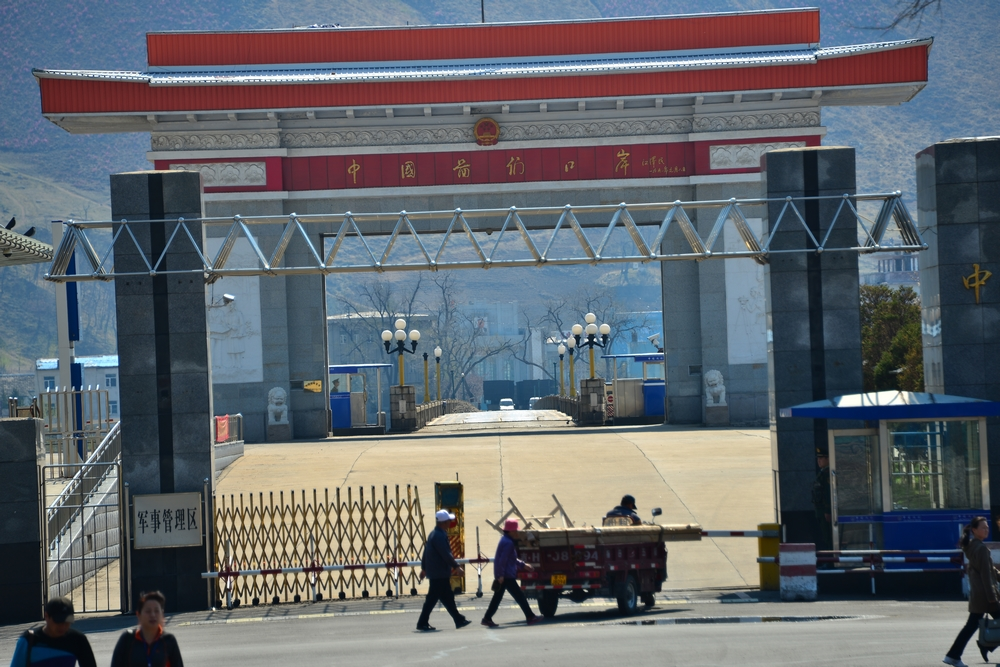
図們口岸（道路）正面ゲート
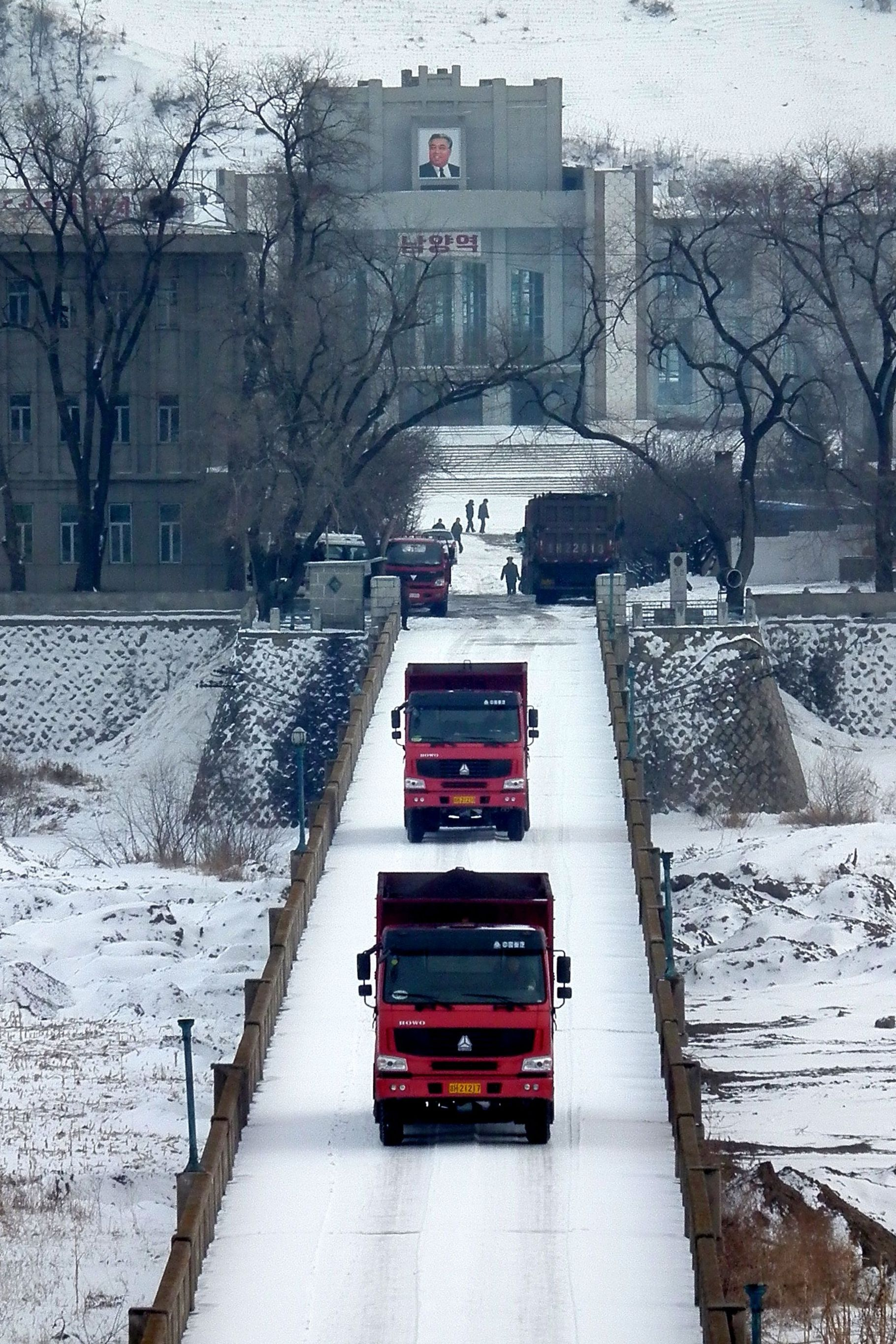
拡張前の図們口岸

座標: 北緯42度57分21秒 東経129度50分50秒 / 北緯42.95584度 東経129.84727度